# Hospital von Aubrac
Das Hospital von Aubrac ist Teil des ehemaligen Klosters Dômerie d’Aubrac und wurde von Herren der Grafschaften Rouergue und Gevaudan zum Schutz der Jakobspilger gegründet, die während des Mittelalters über den Aubrac zogen. Es liegt im Weiler Aubrac, der zur Gemeinde Saint-Chély-d’Aubrac in der französischen Region Okzitanien im Département Aveyron gehört. Auch heute noch liegt es am Fernwanderweg GR 65, welcher weitgehend dem historischen Verlauf des französischen Jakobsweges Via Podiensis folgt.

## Geographie
Das Hospital von Aubrac liegt im Zentralmassiv im Gebiet des Aubrac und gehört zur Gemeinde Saint-Chély-d’Aubrac. Es liegt an der D987 zwischen Nasbinals und Saint-Côme-d’Olt im Lot-Tal.
Früher war das Aubrac von dunklen, tiefen Wäldern bedeckt, bewohnt von Wölfen und Wildschweinen. Die Wildnis wurde von einer einzigen Straße durchschnitten, der berühmten römischen Via Agrippa, die Lyon mit Toulouse verband. Besonders im Winter machten Schnee und Nebel die Orientierung oftmals schwierig. Auch machten im Mittelalter Räuberbanden das Gebiet unsicher, so ist es kein Wunder, dass die Gegend bei den Pilgern gefürchtet war. Als „Ort des Schreckens und der Einsamkeit“ bezeichnete Adalard, ein Edelmann aus Flandern, das Gebiet des Aubrac.

## Geschichte
Im Jahre 1120 wurde der Edelmann „Adalard Eyne, Diener des Grafen von Flandern“, der sich auf der Pilgerfahrt von Le Puy-en-Velay nach Santiago de Compostela befand, auf dem höchsten Punkt seiner Reise von Banditen angegriffen. An gleicher Stelle überraschte ihn ein gewaltiger Schneesturm. Dass er beiden Gefahren entging, wertete er als ein Zeichen Gottes. Er gelobte daher, ein Hospiz mit Kirche zum Schutz der Pilger zu errichten. Das erste Hospiz Hospice Notre-Dame des Pauvres wurde von Adalard und seinen Helfern gegründet. Hier wurden nun viele Jahrhunderte die Reisenden, Pilger und die Armen der Region versorgt.
Durch die Errichtung des Hospizes flossen den Herren des Landes beträchtliche Spenden zu, sodass sie ihm einige Gebiete zur Verwaltung überließen.
Noch zu Lebzeiten übergab er alle Einrichtungen an Abt Bonifaz. Nach dem Tod von Adalard, im Jahre 1135, übernahm die Mönchsgemeinschaft das Hospiz und führte es als Kloster nach den Regeln des heiligen Augustinus. Die Mönchritter der Hospitalier übernahmen den Schutz der Anlage und Wege.
Das Kloster bestand aus einem durch eine Mauer gesicherten Areal, in dem sich Kirche, Hospiz, Pilgerherberge und weitere Gebäude, sowie ein Friedhof befanden. Im frühen 14. Jahrhundert versahen 120 Brüder und 30 Schwestern ihren Dienst im Kloster. Vier Ritter sorgten für den Schutz der Straßen und 15 Priester waren für die Gottesdienste verantwortlich.
Der Wanderer betrat die Anlage durch das Haupttor, es wurde „Tor der Brotlaibe“ genannt. In der Blütezeit der Pilgerbewegung wurden hier am Tag bis zu 5000 Brotlaibe verteilt.
Nach langsamem Niedergang, gab es im 18. Jahrhundert keinen Abt mehr. Der Vorsteher trug den Titel Dom und verfügte nur noch über 80 Helfer.
Im 19. Jahrhundert wurde das Kloster aufgelöst.

## Heute
In der Gegenwart sind nur noch ein mächtiger Viereckturm, der Tour des Anglais von 1353, und die romanische Kirche Notre-Dame-des-Pauvres erhalten. Die Kirche besticht durch ihre Schlichtheit und zwei Meter dicke Steinmauern. In ihrem Turm befand sich die Nebelglocke „Maria“, auch „Glocke der Verlorenen“ genannt. Sie schickte ihren durchdringenden Klang über die unwirtlichen Hochflächen, um verirrten Wanderern den Weg in die Sicherheit zu weisen.

## Jakobsweg (Via Podiensis)
Im kleinen Ort Aubrac, der die Klosteranlage umgibt, befinden sich eine Touristinformation, Hotels und Restaurants, sowie mehrere Pilgerherbergen (französisch: Gîte d’étape). Auch im Tour des Anglais gibt es eine Wandererherberge. Der weitere Verlauf des Jakobsweges führt über Saint-Chély-d’Aubrac ins Lot-Tal. Dorthin führt als direkte Straßenverbindung die D987.